# ストリアータツヤクワガタ
ストリアータツヤクワガタ (Odontolabis striata) は、昆虫綱甲虫目クワガタムシ科ツヤクワガタ属に分類されるクワガタ。

## 分布
マレーシア、インドネシア

## 形態
大型種～中型種で多く占められるツヤクワガタ類の中では小型種となり、体長雄約25．0mm - 53．0mm飼育下49．9mm(2011年)雌23．5mmー33．8mm　サビクワガタ類のように体全体をうっすらと金色の毛が覆い、前翅部分は毛が映えている部分と、そうでない部分とのタテジマ模様になる。また本種は中歯型にしかならない点で長歯型にしかならないケファロテスツヤクワガタと区別される。また、ケファロファネスよりも、オスの大顎は太目になって、区別は比較的容易だが、メスの区別は付きづらい。

## 生態
ジャングルのロダンなどの樹液を吸う。雲霧林を住処とし、やや夜行性となる。オスはメスを求めて樹液に来るが、灯火にもやってくる。

## 飼育
ツヤクワガタの中では難易度が高い方だと云われ、気温変化に敏感とされている。その為、涼しさと適度な湿り気のある環境ではないと、産卵が難しいと云われている。
小型のツヤクワガタ類の中では、ケファロテスと並んで人気の高い種だが、それほど入荷量は多くは無い。